# Smyrna (Tennessee)
Smyrna – miasto w Stanach Zjednoczonych, w stanie Tennessee, w hrabstwie Rutherford. Sławę miastu przynosi zlokalizowana tu największa fabryka samochodów i baterii do samochodów Nissan.